# Ungenach
Ungenach è un comune austriaco di 1 498 abitanti nel distretto di Vöcklabruck, in Alta Austria.